# Arenaria shannanensis
Arenaria shannanensis är en nejlikväxtart som beskrevs av Li Hua Zhou. Arenaria shannanensis ingår i släktet narvar, och familjen nejlikväxter. Inga underarter finns listade i Catalogue of Life.